# 埃里克·马修斯
埃里克·马修斯（英語：Eric Matthews，1933年—），新西兰男子摔跤运动员。他曾代表新西兰参加1950年大英帝国运动会摔跤比赛，获得男子52公斤级自由式银牌。